# کرالس د دوئرو
کرالس د دوئرو (به اسپانیایی: Corrales de Duero) یک شهرستان در اسپانیا است که در استان وایادولید واقع شده‌است.